# Jessica Lorenz
Jessica Lorenz (* 22. November 1978 in Durango, Colorado) ist eine US-amerikanische Goalballspielerin.
Lorenz, die durch ein Glaukom seit ihrer Geburt blind ist, begann 1993 mit Goalball, als sie damit an der Western Michigan University in Berührung kam. In weniger als zehn Jahren gewann sie einen Weltmeistertitel und mehrere Medaillen in dieser Sportart. 2004 gewann sie bei den Paralympischen Spielen in Athen mit der Frauengoalballmannschaft Silber. Vier Jahre später 2008 trug sie die olympische Fackel, als diese in San Francisco war. Bei den darauffolgenden Paralympischen Spielen gewann sie mit ihrer Mannschaft eine Goldmedaille.
Neben ihrer sportlichen Karriere arbeitet Lorenz am San Francisco LightHouse for the Blind. 

## Erfolge
Nationale Meisterschaften
- 1993 USABA National Goalball Championships: Gold
- 1994 USABA National Goalball Championships: Gold
- 1996 USABA National Goalball Championships: Gold
- 2003 USABA National Goalball Championships: Bronze
- 2008 USABA National Goalball Championships: Gold

Paralympics
- 2004 Athen: Silber (Goalball)
- 2008 Peking: Gold (Goalball)

Andere Internationale Wettbewerbe
- 2002 IBSA World Goalball Championships: Gold
- 2002 Malmö Ladies InterCup: 3. Platz
- 2003 Malmö Ladies InterCup: 1. Platz
- 2004 Malmö Ladies InterCup: 1. Platz